# Вендам (футбольный клуб)
«Вендам» (нидерл. SC Veendam) — бывший нидерландский профессиональный футбольный клуб из одноимённого города, был основан 4 сентября 1894 года. Домашние матчи команда проводила на стадионе «Де Лангелигт», его вместимость составляет 6 500 зрителей.
В сезоне 2011/12 «Вендам» выступал в Первом дивизионе Нидерландов. Наивысшим достижением клуба в чемпионате Нидерландов является 13-е место в 1955 году. Всего в высшем дивизионе чемпионата Нидерландов команда провела три сезона. 25 марта 2013 года клуб был объявлен банкротом.

## Бывшие игроки
- Кассим Бизимана
- Лесли Феллинга
- Йоханнес Хардарсон
- Миле Крстев
- Лион Аксвейк
- Юрри Колхоф
- Хенни Мейер
- Дик Наннинга
- Питер Хёйстра
- Томас Хольм
- Марникс Колдер

## Известные тренеры
- Лео Бенхакер
- Азинг Грайвер